# Faxe Ladeplads
Faxe Ladeplads is een plaats in de Deense regio Seeland, gemeente Fakse. De plaats telt 2863 inwoners (2016).
Faxe Ladeplads is de haven (Ladeplads) van Faxe. De plaats ligt 5 km ten zuidoosten van Faxe.

## Geschiedenis
Faxe Ladeplads werd al in de 16e eeuw genoemd, maar heette toen nog Hylleholt. De naam werd veranderd naar de huidige naam rond 1824, toen de haven werd aangelegd. Hier kwamen de treinen met kalk, uit de kalkgroeve van Faxe, aan. Deze spoorlijn was toen nog een smalspoorlijn, later werd het een onderdeel van de Østbanen en weer op de normale spoorbreedte gebracht. Het vervoer van de kalk gaat nu al jaren per vrachtwagen.
- Gemeinsame Normdatei: 10009315-2
- Virtual International Authority File: 145157582